# Les Cases de Ferrerons
Les Cases de Ferrerons és una masia, antigament un petit grup de masies, situada en el terme municipal de Moià, a la comarca catalana del Moianès.
Pla de les cases, al nord-est de la Vila. S'hi accedeix des de la carretera N-141 pk 29,55 a través d'un camí sense pavimentar i en bon estat de conservació que abans passa per la Granoia, Can Giré i Sant Pere de Ferrerons.
És a l'extrem nord del serrat del Grony de la Torre, a l'esquerra del torrent de les Graus. És en el Pla de les Cases.

## Història
Conjunt de cases rurals que pertanyen al conjunt d'edificis, junt amb l'Església de Sant Pere que formava part de l'antiga Parròquia de Ferrerons.
Sembla que hi havia tres habitatges, que actualment estan desocupats i sense cap ús. Les cases estan unides formant un conjunt, amb dues i tres plantes d'alçada i cobertes a dues vessants. A la façana de migdia hi ha un porxo modern afegit. Al voltant hi ha alguns coberts separats de les cases. A la llinda d'una de les finestres hi ha la data de 1789, però està en un volum que constitueix una ampliació d'un volum més antic. L'època de construcció és el segle xviii.
La superfície en planta del conjunt de les tres cases és de 532.56 m².